# 伊藤貫
伊藤 貫（いとう かん、1953年〈昭和28年〉- ）は、日本の評論家、国際政治アナリスト、米国金融アナリスト、政治思想家。アメリカ・ワシントンD.C.在住。東京大学経済学部卒業。姉は政治家の山谷えり子。

## 経歴
東京都出身。東京都立新宿高等学校を経て、東京大学経済学部卒業。
ワシントンD.C.のビジネス・コンサルティング会社とロビイスト事務所で国際政治・米国金融アナリストとして勤務。 

## 主張

### 思想
17世紀のヴェストファーレン体制（ウェストファリア体制）や19世紀のウィーン体制のように、勢力均衡を目指す古典的な外交思想の復活を唱えている。
エドマンド・バーク、アレクシ・ド・トクヴィル、T・S・エリオット、ジョージ・ケナン、シャルル・ド・ゴールなどを支持する古典的自由主義者で、保守派の言論人である。しかし日本の親米保守（拝米保守）と国粋保守に対しては批判的である。
哲学的には古典主義者であり、ギリシア哲学、キリスト教、儒教、仏教の古典思想を評価する。

### 安全保障理論
戦前日本の中国侵攻、戦後日本の対米従属政策、冷戦終了後のアメリカ政府の世界一極化戦略、攻撃的な対露政策・中東政策等を勢力均衡（バランス・オブ・パワー）戦略の視点から批判してきた。
核武装論者であり、日本政府が必要最低限の自主的な核抑止力を構築する必要性を指摘している。核戦略理論においては防御的なミニマム・ディテランス（Minimal deterrence）理論を支持しており、アメリカ政府が提唱してきた攻撃的なカウンターフォース（Counterforce）理論を批判している。
国際政治学リアリスト学派を支持し、ハンス・モーゲンソー、ジョージ・ケナン、ケネス・ウォルツ、ジョン・ミアシャイマー（攻撃的現実主義）、サミュエル・ハンティントン（防御的現実主義、文明の衝突）などを評価している。従って、「民主的な国家同士は戦争しない」と考える民主的平和論（Democratic Peace Theory）、ジョセフ・ナイなどの相互依存論といった国際関係論におけるリベラル学派を厳しく批判している。アメリカの日本学者（ジャパノロジスト）やジャパン・ハンドラー（対日政策専門家）に対しても懐疑的である。
ウクライナ戦争ではロシアを支持している。

### アメリカ政治
2016年、2020年のアメリカ大統領選挙では、民主党のバーニー・サンダース支持した。なお、ジョン・ミアシャイマーも同様の理由でサンダースを支持した。
バラク・オバマ、カマラ・ハリス、ナンシー・ペロシ、ヒラリー・クリントンなどについて、表ではポリティカリー・コレクトな態度を保っているが、実際にはリベラルのふりをした反動保守派で、企業から献金を受けている腹黒い人物であるとしている。

### 女系天皇を支持
2024年8月、女系および女性天皇を支持しているとする見解を表明した。その理由としては世論調査において国民の8～9割が敬宮愛子の天皇への即位を望んでおり、秋篠宮家に皇統が移ることは、皇統を断絶させようとする朝日新聞や日本共産党の思惑を実現させることになるからだとしている。敬宮愛子の即位によって国民の愛国心と団結心は強まり国内政治が安定するとしている。

保守の理論的支柱とみなされ、保守言論界の重鎮でチャンネル桜社長である水島総の厚い信頼を受けていた伊藤の突然の女系天皇支持発言に保守言論界には激震が走り、戸惑いが広がり、発言の真意についてさまざまな意見が寄せられた。

これについて水島は後日、自身の番組において、個人として伊藤のことを人格的に信頼しており、学識に対しても敬意を払っているが、こと皇統の継承にかんする理解については伊藤が間違っていると考えている旨説明している、また伊藤は西洋哲学しか学んでおらず日本が足りないと切り捨てた。

なお水島、伊藤のどちらとも親しくしていた西部邁（思想家）は「「天皇制の存続のために女帝・女系を容認せよ」というのではなく、「皇室の存続」が第一義であるがゆえに「天皇」が女帝・女系であって何ら問題なし」と述べていた。

## 寄稿
- 『シカゴ・トリビューン』、『ロサンジェルス・タイムズ』、『セントピーターズバーグ・タイムズ』、『コモンウィール』（Commonweal）、『フォーリン・ポリシー』（Foreign Policy）、『Voice』、『正論』等に外交評論と金融政策分析を執筆。
- 隔月刊誌『表現者』（MXエンターテインメント）に2013年1月号から「遠景に浮かぶ祖国の姿――ワシントンから日本を見る」を連載している。
- 2018年春から政治思想誌『表現者クライテリオン』において、欧州外交史、国際政治学のパラダイム、欧米保守思想に関して、連載評論を執筆している。

## 講演
- 2017年2月12日、慶應義塾大学で講演を行った[7][8]。
- 2022年3月19日、「イデオロギーを振りかざすアメリカの独善外交」という題目で講演を行った[9]。

## 出演

### 海外
CNN、CBS、NBC、米国公共放送、ITN、BBC等の政治番組で外交政策と金融問題を解説。

### 国内
- 西部邁ゼミナール
- 日本文化チャンネル桜
- 東京ホンマもん教室
- 伊藤貫セミナー（経営科学出版、YouTube）[10]

## 著書

### 単著
- 『中国の「核」が世界を制す』PHP研究所、2006年2月。ISBN 4-569-64868-1。
  - 『中国の核戦力に日本は屈服する　今こそ日本人に必要な核抑止力』小学館〈小学館101新書〉、2011年2月。ISBN 978-4-09-825102-5。 - 『中国の「核」が世界を制す』の改訂版。『正論』2011年2月号に掲載された田母神俊雄との対談を収録。
- 『自滅するアメリカ帝国　日本よ、独立せよ』文藝春秋〈文春新書 852〉、2012年3月。ISBN 978-4-16-660852-2。[11]
- 『歴史に残る外交三賢人　ビスマルク、タレーラン、ドゴール』中央公論新社〈中公新書ラクレ 677〉、2020年2月10日。ISBN 978-4-12-150677-1。

### 共著
- 中西輝政編著『「日本核武装」の論点　国家存立の危機を生き抜く道』PHP研究所、2006年9月。ISBN 4-569-65447-9。 - 中西輝政、日下公人、平松茂雄、櫻井よしこ、西岡力、伊藤貫、兵頭二十八による論考・鼎談を収録。
- 日下公人共著『自主防衛を急げ！　日本人の覚悟　Toward Independent Nuclear Deterrence』李白社、2011年4月。ISBN 978-4-89451-933-6。

### 寄稿
- 「米国エスタブリッシュメントは日本社会党をどうみているか / 伊藤貫」『Kakushin』第231号、民社党本部新聞局、1989年11月1日、18 - 21頁、ISSN 0286-5386、NDLJP:1386168/10。(要登録)
- Trans-Pacific Anger, Foreign Policy No. 78, 1990
- 「米国から見た日米同盟の必然性 / 伊藤貫」『Kakushin』第256号、民社党本部新聞局、1991年12月1日、16 - 20頁、ISSN 0286-5386、NDLJP:1386193/9。(要登録)
- 「同盟の多角化で｢ACR〔米･中･露〕包囲網｣を切り開け / 伊藤貫 ; 遠藤浩一」『Kakushin』第261号、民社党本部新聞局、1992年5月1日、48 - 51頁、ISSN 0286-5386、NDLJP:1386198/25。(要登録)
- 「フォーラム 最近のワシントン事情――米・中二極覇権構造は日本の長期的国益になるか」『月刊官界』第24巻第8号、行研、1998年8月1日、194-201頁、ISSN 0385-9797、NDLJP:2837896/97。(要登録)
- 「バブルをなぜ放置してきたのか 「グリーンスパン神話」崩壊の真実」『金融ビジネス』、東洋経済新報社、2001年6月、32-37頁、ISSN 0911-1239。
- ニュート・ギングリッチ、ウィリアム・バック「ブレーン対決 イラク突撃しかない? ブッシュ政権の経済危機打開策――ニュート・ギングリッチ/元米連邦下院議長・共和党政策アドバイザー、ウィリアム・バック/米民主党本部・報道部長 （Top Story 米国株崩壊の次に来るもの 墜ちる米国 怯える日本）」『週刊東洋経済』第5777号、東洋経済新報社、2002年8月、36-37頁、ISSN 0918-5755。
- 「日本も核武装をという米国の声 （イラク・北朝鮮 さし迫る危機・日本の選択） ―― （金正日の魔弾に備えはあるか）」『諸君!』第35巻第4号、文藝春秋、2003年4月、86-94頁、ISSN 0917-3005。
- 「「NO」とは言わないアメリカ （特集 是か非か 日本核武装論）」『諸君!』第35巻第8号、文藝春秋、2003年8月、111-119頁、ISSN 0917-3005。
- ジェイムズ・ウールジー「日米で北朝鮮を大空爆せよ――「タフな政策」なくして中国の外交姿勢は変わらない――元CIA長官 J・ウールジー」『Voice』、PHP研究所、2003年12月、102-109頁、ISSN 0387-3552。
- ジェームス・リリー「アメリカの中国専門家が日本に直言！ 中国内部の「表と裏」を見極めよ （戦後60年総力特集 ヤルタ否定 「新しい戦後」の始まり） ―― （中韓の呪いから醒めよ）」『諸君!』第37巻第7号、文藝春秋、2005年7月、76-89頁、ISSN 0917-3005。
- 「石原慎太郎「核」発言は迫真 2020年 中国の「核」が世界を制す （総力特集 忍び寄る中国覇権に屈するのか）」『諸君!』第38巻第1号、文藝春秋、2006年1月、34-45頁、ISSN 0917-3005。
- 兵頭二十八「「北の核」より「中国の核」 「核の選択」を真剣に考える時が来た （特集 瘴気（しょうき）放つ中国の今）」『諸君!』第38巻第5号、文藝春秋、2006年5月、88-100頁、ISSN 0917-3005。
- 「人物交差点 核抑止力なき日本は中国の属国になる」『明日への選択』、日本政策研究センター、2006年8月、30-35頁。
- 東谷暁「世界の多極化と国家の自主防衛 インタビュー （特集 思想としての核）」『表現者』第8号、ジョルダン / 西部邁事務所 編、2006年9月、66-83頁。
- 「米国 本音は「日本の核武装阻止」 （特集・北朝鮮ミサイル危機） ―― （ミサイル危機・六つの視点――「七・五ショック」後の世界に日本はどう対応するか）」『Voice』、PHP研究所、2006年9月、156-159頁、ISSN 0387-3552。
- 「多極化 世界の平和と安定のためには日本と台湾の「核保有」が望ましい （SIMULATION REPORT 印パ、中東、そして東アジア、南米も……核兵器は進化し、増殖する 「核戦争」のリアル――超マル核拡散時代と日本の選択）」『Sapio』第18巻第21号、小学館 / 小学館 〔編〕、2006年10月、8-10頁。
- 「自主的な核抑止力構築に踏み出す秋（とき） （特集 安倍政権で日本はこうなる）」『諸君!』第38巻第10号、文藝春秋、2006年10月、46-53頁、ISSN 0917-3005。
- 「背景 中国スパイ組織と米民主党の爛れた関係 だから「アメリカの核の傘」は信用できない （FOCUS 自らの国を自ら守る気概を持て！ 今問われているのは「覚悟」だ 「金正日の核」を迎え撃つ「ニッポン核武装宣言」）」『Sapio』第18巻第25号、小学館 / 小学館 〔編〕、2006年11月、12-14頁。
- Robert H.Bork「米保守派の「最重鎮」からのメッセージ これが日米両国憲法の欠陥だ――見過ごされてきた改正のポイント」『正論』、産経新聞社、2006年12月、140-153頁。
- フランシス・フクヤマ「ネオコン外交、日本核武装論は間違っている （特集 「核」を問う）」『諸君!』第39巻第2号、文藝春秋、2007年2月、86-98頁、ISSN 0917-3005。
- 「いまこそ自主的核武装を （特集 闘え！ 安倍総理） ―― （歴史に残る大仕事を）」『Voice』、PHP研究所、2007年3月、74-76頁、ISSN 0387-3552。
- 西部邁「鼎談 ポスト・イラクの世界秩序（前編） （特集 ポスト・イラクの世界秩序）」『表現者』第12号、ジョルダン / 西部邁事務所 編、2007年5月、16-48頁。
- 中西輝政「米国もたぶらかされている――多極化する世界でわが国は一等国になれるか 伊藤貫〈対談〉中西輝政 （特集 「笑う中国」を信じられるか）」『Voice』、PHP研究所、2007年5月、96-105頁、ISSN 0387-3552。
- 中川昭一「名誉ある独立のために当然の国防論議――やっぱり核論議は必要だ。武断的な核武装国に"包囲"され、顔色をうかがうだけの存在でいいのか （特集 東アジアの"新冷戦"に日本は生き残れるか）」『正論』、産経新聞社、2007年5月、46-59頁。
- 西部邁「ポスト・イラクの世界秩序（後編）鼎談」『表現者』第13号、ジョルダン / 西部邁事務所 編、2007年7月、86-105頁。
- ジェームズ・マン「中国の軍拡を助けるブッシュ――「経済発展が独裁を終わらせる」と楽観できる不思議 （特集 日米「甘え」の終焉）」『Voice』、PHP研究所、2007年7月、70-79頁、ISSN 0387-3552。
- 「アメリカの一極覇権主義と対日ダブル・コンテインメント （特集 アメリカは敵か味方か）」『表現者』第15号、ジョルダン / 西部邁事務所 編、2007年11月、46-51頁。
- 「国運を誤る愚かな選挙！?――マッケインのネオコン外交は国益を侵す （特集 「アメリカ帝国」衰亡の危機）」『Voice』、PHP研究所、2008年11月、92-99頁、ISSN 0387-3552。
- 「オバマ米新大統領の「チェンジ」が日本にもたらすもの」『正論』、産経新聞社、2009年1月、122-131頁。
- 「「米国の核」頼みの日本は、十五年で中国の属国だ （総力特集 リセット、日米同盟）」『諸君!』第41巻第3号、文藝春秋、2009年3月、76-85頁、ISSN 0917-3005。
- 「折節の記 試験秀才と謎解き秀才」『正論』、産経新聞社、2009年4月、38-40頁。
- 「核武装なくして日本は滅ぶ――あえてタブーに踏み込んだ8つの理由 （特集 アジア10大危機！ 「60年の平和」が壊れる日 急浮上！日本を襲う脅威）」『Voice』、PHP研究所、2009年9月、84-93頁、ISSN 0387-3552。
- 「10年後、米軍が東アジアから撤退する理由」『Voice』第397号、PHP研究所、2011年1月、68-77頁。
- 田母神俊雄「緊急対談 核保有は道徳的行為である」『正論』第467号、産経新聞社、2011年2月、170-182頁。
- 「対米依存主義は、何故、間違った国家戦略なのか？」『治安フォーラム』第17巻11(通号 203)、立花書房、2011年11月、43-48頁。
- 「自主防衛、待ったなし アメリカの「中国封じ込め戦略」に対する8つの疑問」『正論』第482号、産経新聞社、2012年3月、92-102頁。